# Upjohn
The Upjohn Company va ser una empresa de fabricació de productes farmacèutics fundada el 1886 a Kalamazoo, Michigan, pel doctor William E. Upjohn, llicenciat el 1875 per la facultat de medicina de la Universitat de Michigan. L'empresa es va formar originalment per fabricar pastilles friables, dissenyades específicament per digerir-les fàcilment. Aquestes es podrien "reduir en pols sota el polze", un fort debat de màrqueting en aquell moment.
El 1995, Upjohn es va fusionar amb Pharmacia AB per formar Pharmacia & Upjohn; ara l'empresa és propietat de Pfizer.

## Química
Upjohn va desenvolupar un procés per a la producció a gran escala de cortisona. L'àtom d'oxigen a la posició 11 d'aquest esteroide és un requisit absolut per a l'activitat biològica. No obstant això, no hi ha fonts naturals conegudes per als materials de partida que continguin aquesta característica. L'únic mètode per preparar aquest medicament abans del 1952 va ser una llarga síntesi a partir de l'àcid còlic aïllat de la bilis. El 1952, dos bioquímics d'Upjohn, Dury Peterson i Herb Murray, van anunciar que eren capaços d'introduir aquest àtom d'oxigen crucial mitjançant la fermentació de l'esteroide progesterona amb un motlle comú del gènere Rhizopus. Durant els següents anys, un grup de químics dirigits per John Hogg va desenvolupar un procés per preparar la cortisona de l'estigmasterol, un esterol de la soja. L'oxigenació microbiològica és un pas clau en aquest procés. Posteriorment, Upjohn juntament amb Schering van convertir bioquímicament la cortisona en un esteroide prednisona més potent a través d'una fermentació bacteriana.
En investigació química, l'empresa és més coneguda pel desenvolupament de la dihidroxilació Upjohn per V. VanRheenen, R. C. Kelly i D. Y. Cha el 1976. Els medicaments més coneguts d'Upjohn abans de l'adquisició per part de Pfizer eren Xanax, Halcion, Motrin, Lincocin i Rogaine. El 2015, Pfizer va rescatar el nom Upjohn per a una divisió que fabrica i llicencia medicaments per als quals les patents han caducat; a partir del 2019, el 2020 té previst desviar-se d'aquest negoci. El juliol de 2019, Pfizer va anunciar els seus plans per fusionar Upjohn amb Mylan, amb la nova companyia coneguda com a Viatris. S'esperava que la fusió tancaria el primer semestre del 2020, però es va retardar a causa de la pandèmia de la COVID-19.

## Bibiliografia
- Upjohn Co. V. Estats Units (449 EUA 383) (1981)